# 吴鹏 (1967年)
吴鹏（1967年2月—），男，中华人民共和国政治人物、外交官，曾任外交部非洲司司长，现任中华人民共和国驻南非共和国特命全权大使。

## 生平
1990年，进入中华人民共和国外交部工作，先后在北京外交人员服务局、外交部办公厅、驻英国大使馆任职。2006年，任常驻联合国代表团参赞。2010年，任外交部新闻司参赞，后升任外交部新闻司副司长。2014年，挂职海南省三亚市副市长。2016年11月，出任中华人民共和国驻塞拉利昂大使。2019年3月，出任中华人民共和国驻肯尼亚大使。2020年7月，任外交部非洲司司长。2024年6月，出任中华人民共和国驻南非大使。

## 家庭
已婚。